# Western Design Center

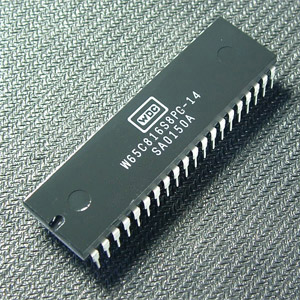
W65C816S 16-bit-Mikroprozessor

Western Design Center (WDC) ist eine US-amerikanische Produktions- und Entwicklungsfirma von Mikroprozessoren, die in Mesa, Arizona, angesiedelt ist.
Das Unternehmen stellt auf Grundlage der von MOS Technology entwickelten 65xx Mikroprozessoren, Mikrocontroller (µCs), und andere Arten von  Chips her.
Das Unternehmen wurde im Jahre 1978 von dem Mitbesitzer des MOS Technology 6502 Patents, Bill Mensch, gegründet, der zuvor auch Mitarbeiter von MOS war.